# Kálmán András
Dr. Kálmán András (Ercsi, 1949. március 9. – Székesfehérvár, 2018. január 21.) magyar politikus, jogász. 1998 és 2010 között az MSZP országgyűlési képviselője, 1999 és 2010 között Dunaújváros polgármestere.

## Életútja
Ercsiben született. Családja 1952-ben Sztálinvárosba (ma Dunaújváros) költözött. Általános és középiskolai tanulmányait a városban végezte. 1967-ben érettségizett, 1973-ban fejezte be egyetemi tanulmányait a Pécsi Tudományegyetem Állam- és Jogtudományi Karán. Ugyanebben az évben jogi előadóként a Dunai Vasműben kezdett el dolgozni. Egyre feljebb emelkedett a ranglétrán, 1982-től az Igazgatási és Jogi főosztály vezetőjeként dolgozott, majd a Jogi és Nemzetközi Kapcsolatok főosztályát vezette.
1987-ben szakközgazdász végzettséget szerzett a Marx Károly Közgazdaságtudományi Egyetemen. A rendszerváltás után a DUNAFERR Jogtanácsosi Iroda Egyesülést, majd az ebből alakult, 282. sz. Jogtanácsosi Munkaközösséget, illetve a Dunaújvárosi 3. sz. Ügyvédi Irodát vezette. 1992-től egyéni ügyvédként dolgozott, és elsősorban a DUNAFERR vállalatcsoporthoz tartozó társaságok jogi képviseletét látta el 1999-ig.

## A politikában
1990-ben az MSZP színeiben önkormányzati képviselőnek választották, 1994-ben pedig a párt dunaújvárosi regionális szervezetének elnöke lett. Ettől az évtől alpolgármesterként dolgozott. Megalakulása óta vezetőségi tagja volt a HÍD Dunaújváros és Környéke Fejlesztéséért, valamint a DUNAFERR Foglalkoztatásért Acélalapítványnak.
Háromszor választották meg Dunaújváros országgyűlési képviselőjének (1998, 2002, 2006). 2010-ben alulmaradt Dorkota Lajossal (Fidesz-KDNP) szemben. A 12 év alatt mindvégig a Gazdasági Bizottság tagja volt. Mindössze 13 alkalommal szólalt fel, nevéhez 12 önállóan benyújtott indítvány fűződik.
1999-ben, időközi polgármester-választáson nyerte el Dunaújváros polgármesteri tisztségét. 2002-ben és 2006-ban is ő lett a polgármester, 2010-ben már nem indult. A 2014-es önkormányzati választáson az MSZP, a DK és az Együtt közös önkormányzati képviselőjelöltje volt, de nem került be a közgyűlésbe.
2009-ben a Fejér Megyei Főügyészség szerint Kálmán megalapozottan volt gyanúsítható különösen nagy vagyoni hátrányt okozó hűtlen kezelés bűntettével. A Magyar Nemzet szerint egy frissen alakult cég, a Pentele Kft. részben az önkormányzattól, részben gazdálkodóktól négyzetméterenként 800-900 forintért vette meg azt a dunaújvárosi földterületet, amelyet a művelés alóli kivonás után négyzetméterenként 3100 forintért adott el a Hankook gumigyártó cégnek. Az ügyleten a lap szerint mintegy 300 millió forintos kár érhette a várost.
2018. január 21-én hunyt el Székesfehérváron hosszan tartó betegség után, 68 éves korában. Hamvasztás utáni temetése a dunaújvárosi temetőben volt február 2-án.

## Családja
1973-ban kötött házasságot, két gyermeke született.